# Antiochos VII
Pour les articles homonymes, voir Antiochos.
Sauf précision contraire, les dates de cet article sont sous-entendues « avant l'ère commune » (AEC), c'est-à-dire « avant Jésus-Christ ».
Antiochos VII Évergète (« Le Bienfaisant »), surnommé aussi Sidêtês, est un roi  séleucide qui a régné de 138 à 129 av. J.-C. Il est le fils cadet de Démétrios Ier Sôter et probablement de Laodicé V. Il trouve la mort en luttant contre les Parthes.

## Sources
La vie et le règne d'Antiochos VII nous sont connus par les sources romaines, principalement Justin, compilateur de sources plus anciennes, dont Trogue-Pompée, et par les sources juives, dont le premier livre des Macchabées ; divers fragments de Flavius Josephe et d'Appien complètent son portrait. Justin, le présentent comme un roi volontaire, actif et entreprenant, créant ainsi un fort contraste avec son père Démétrios Ier.

## Accession au trône
Durant sa jeunesse Antiochos VII  est envoyé par son père dans la ville de Sidé, en Pamphylie, pour y être mis à l'abri et y gagne son surnom de Sidètès. En 139, son frère Démétrios II  est fait prisonnier par le roi des Parthes Mithridate. Menacée par l'usurpateur Diodote Tryphon, sa belle-sœur Cléopâtre Théa lui propose la couronne et sa main. Apprécié de ses sujets syriens, il est sincèrement pleuré en Syrie lors de l'annonce de sa mort, selon Trogue-Pompée.
Antiochos VII a des débuts heureux et restaure l'autorité de sa dynastie : Il vainc définitivement Tryphon qui se suicide. Antiochos VII s'impose également en Judée en révolte depuis une trentaine d'années. Contrairement à son père et à son frère, il semble avoir été apprécié des habitants d'Antioche, notamment pour la magnificence offert à la cité.

## Reconquête des Hautes-Satrapies

### Enjeux de l'expédition contre les Parthes
Subissant le même tropisme que son frère pour l'Orient séleucide perdu depuis les années 150 et désireux de restaurer la puissance séleucide dans les Hautes satrapies, Antiochos VII est le dernier souverain de la dynastie séleucide à être en mesure de reprendre pied sur l'Euphrate contre les Parthes. Cependant, en dépit des moyens utilisés, sa tentative se solde par un échec, à la suite de quoi les souverains séleucides renoncent définitivement à toute reconquête des anciennes Hautes satrapies.
Son expédition, très documentée, est menée durant les années 134-129. Il tente ainsi, non seulement de reconquérir la Babylonie et les Hautes satrapies, mais aussi de s'opposer aux interventions de Phraatès II dans les querelles dynastiques séleucides. Depuis 139, Démétrios II, le frère et prédécesseur d'Antiochos, est en effet prisonnier du roi parthe.

### Premiers succès
Antiochos VII mène la seconde et dernière campagne de reconquête séleucide de la région de l'Euphrate, faisant de la Babylonie un champ de bataille. Dans un premier temps, il remporte des succès importants et reconquiert la Babylonie et la Médie en 130, en recevant le soutien de la cité de Séleucie du Tigre et de roitelets locaux.
Ces opérations sont rapidement menées, mais occasionnent de nombreux dommages, notamment la destruction du dernier temple du grand complexe cultuel de l'Irigal situé à Uruk. Mais les négociations avec le roi Phraatès II échouent en raison des exigences excessives d'Antiochos VII. En effet, Trogue-Pompée rapporte qu'il aurait exigé des Parthes l'évacuation des territoires anciennement séleucides sous leur contrôle et leur retour en Parthiène.
Pour le contrer, Phraatès II libère Démétrios II pour semer la discorde parmi les Séleucides.

### Moyens mis en œuvre
Formée d'effectifs importants, l'armée d'Antiochos VII vit aux dépens des populations libérées des Parthes. Mécontentes, elles se détournent d'Antiochos VII. Son armée semble vivre dans le luxe : Trogue-Pompée évoque 300 000 boulangers pour 80 000 soldats luxueusement équipés et chaussés avec des souliers aux clous d'or.

### Échec final
Contraint de faire cantonner son armée en Babylonie et en Hyrcanie, Antiochos VII s'attire la vindicte des cités sur le territoire desquels ses troupes hivernent. En 129, peu soutenu par des troupes amollies par l'inaction, il trouve la mort au combat, dès le premier engagement avec les troupes parthes. D'après certaines sources, le roi des Parthes aurait insulté son cadavre, lui reprochant son intempérance. Selon d'autres sources, il aurait au contraire offert à son courageux adversaire mort au combat des obsèques royales.

## Bilan du règne
Débuté sous de bons augures, le règne d'Antiochos se révèle un échec dont la dynastie séleucide ne se relève pas, les successeurs d'Antiochos VII se montrant incapables, à la fois de maintenir l'unité de leur royaume et de reconquérir les territoires perdus. L'échec de la reconquête des Hautes satrapies remet en cause l'unité impériale. En effet, ses descendants se déchirent les restes du royaume avec les descendants de son frère et prédécesseur.

## Descendance
En neuf ans de mariage, Cléopâtre Théa lui donne au moins trois enfants : le futur Antiochos IX Philopator Cyzicène et deux filles, peut-être mortes en bas âge et dont on sait peu de choses : Laodicé VIII et Laodicé IX.